# 加地良光
加地 良光（かじ りょうこう、1964年〈昭和39年〉11月13日 - ）は、日本の元アナウンサー、政治家。福岡県小郡市長（3期）。
全国教室ディベート連盟九州支部事務局長、公開討論会NGO「リンカーン・フォーラム」幹事・九州地区副代表、小郡音楽祭副実行委員長、ボランティア明日葉事務局長、高松凌雲顕彰会理事、ＮＰＯ地域インターネットフォーラム理事長。

## 人物・履歴
東京都立上野高等学校、埼玉大学経済学部卒業。
1988年にNBC長崎放送入社、一時佐賀ラジオ局にも在籍。1998年10月にTVQに移籍した。
2003年のプロ野球日本シリーズでは、第7戦の実況を担当し、当時の福岡ダイエーホークス日本一を伝えた。
また、学生時代からディベート、弁論活動を続けている。2011年度の組織改革で、新設された報道局に移り、四半世紀近いアナウンサー人生に別れを告げた。これについては後任アナウンス管理者の山本圭介がブログで報告したが、これに伴う補充は行われていない。
2016年12月にTVQを退社した。
2017年4月23日に行われた福岡県小郡市長選挙に立候補。自民党・民進党の推薦を受けた現職の平安正知との激戦を制し、初当選した。5月15日、市長就任。選挙の結果は以下のとおり。
※当日有権者数：47,497人 最終投票率：55.90%（前回比：pts）
| 候補者名 | 年齢 | 所属党派 | 新旧別 | 得票数   | 得票率 | 推薦・支持             |
| -------- | ---- | -------- | ------ | -------- | ------ | ---------------------- |
| 加地良光 | 52   | 無所属   | 新     | 13,355票 | 50.73% |                        |
| 平安正知 | 56   | 無所属   | 現     | 12,969票 | 49.27% | （推薦）自民党・民進党 |

2021年4月25日に行われた市長選挙で前市長の平安ら2候補を破り再選。
※当日有権者数：47,771人 最終投票率：54.98%（前回比：-0.92pts）
| 候補者名 | 年齢 | 所属党派 | 新旧別 | 得票数   | 得票率 | 推薦・支持 |
| -------- | ---- | -------- | ------ | -------- | ------ | ---------- |
| 加地良光 | 56   | 無所属   | 現     | 13,959票 | 53.56% |            |
| 平安正知 | 60   | 無所属   | 元     | 11,494票 | 44.11% |            |
| 古賀秀紀 | 66   | 無所属   | 新     | 607票    | 2.33%  |            |

2025年4月20日に行われた市長選挙では無投票で3選。

## エピソード
- NBC時代から「リンカーン・フォーラム」で公開討論会の企画・運営を行う。
- NBCラジオ佐賀で同僚だったパーソナリティー・まひると結婚した。移籍の際に九州に残ったのはこのことも背景にあるものとみられる。まひるは現在子育ての合間を縫って時々古巣の番組に出演していた。
- NBCからは、植草結樹がTVQと同系列のテレビ大阪に移籍したほか、NBCと同系列のRKB毎日放送に勤務していたその弟植草朋樹も、TVQのキー局テレビ東京に移籍している。一方で、加地と入れ替わるかのように、前任のアナウンス部長川上政行がフリーとなったあとRKBの番組に出演するなど、非常に複雑な入れ替わりが展開された。
- 娘のあすかは父がアナウンサーを辞める直前、宝塚音楽学校の入学試験に合格、第99期生（予科生）として入校した。[7]

## 担当番組

### 長崎放送
- 加地良光の感度リョーコー630（ラジオ長崎）
- 4時からラジオ産地直送（ラジオ佐賀）
- NBCラジオ50ニュース（ラジオ長崎）
- NBC50ニュース（ラジオ佐賀）

### TVQ九州放送
- TXNニュース 夕方いちばんローカルキャスター
- 九州けいざいNOWキャスター・プロデューサー
- TVQスーパースタジアムなど各種スポーツ中継
  - 2003プロ野球日本シリーズ第7戦（全国放送）